# Zebrilus undulatus
El hococito, garza cebra o avetigre enana (Zebrilus undulatus) es una especie de ave de la familia de los gárcidos, monotípica del género Zebrilus, que se encuentra en Bolivia, Brasil, Colombia, Ecuador, Guayana francesa, Guyana, Perú, Surinam y Venezuela.

## Hábitat
Vive en el suelo, a la orilla de quebradas, arroyos y humedales en el interior del bosque, desde el nivel del mar hasta los 800 m de altitud.

## Descripción
Mide de 30 a 33 cm de longitud. Dorso pardo oscuro con barras transversales negruzcas; cuello y pecho color ante oscuro brillante. Las partes inferiores son de color ante, con abundantes motas marrón y negro en el pecho y con moteado menos denso en el abdomen. Primarias y cola negras. La cola tiene 10 plumas.

## Alimentación
Se alimenta de peces pequeños e invertebrados que encuentra en el suelo húmedo, escarbando el follaje del bosque o alrededor de los charcos de lodo en los pantanos poco profundos. Se mueve saltando.

## Reproducción
El nido es una plataforma circular de poca profundidad, rodeada de una barrera espinosa y construida entre los árboles o arbustos, entre 1 y 3 m por encima del agua. Loa hembra pone un huevo son blanco.